# 圣西斯笃堂 (比萨)

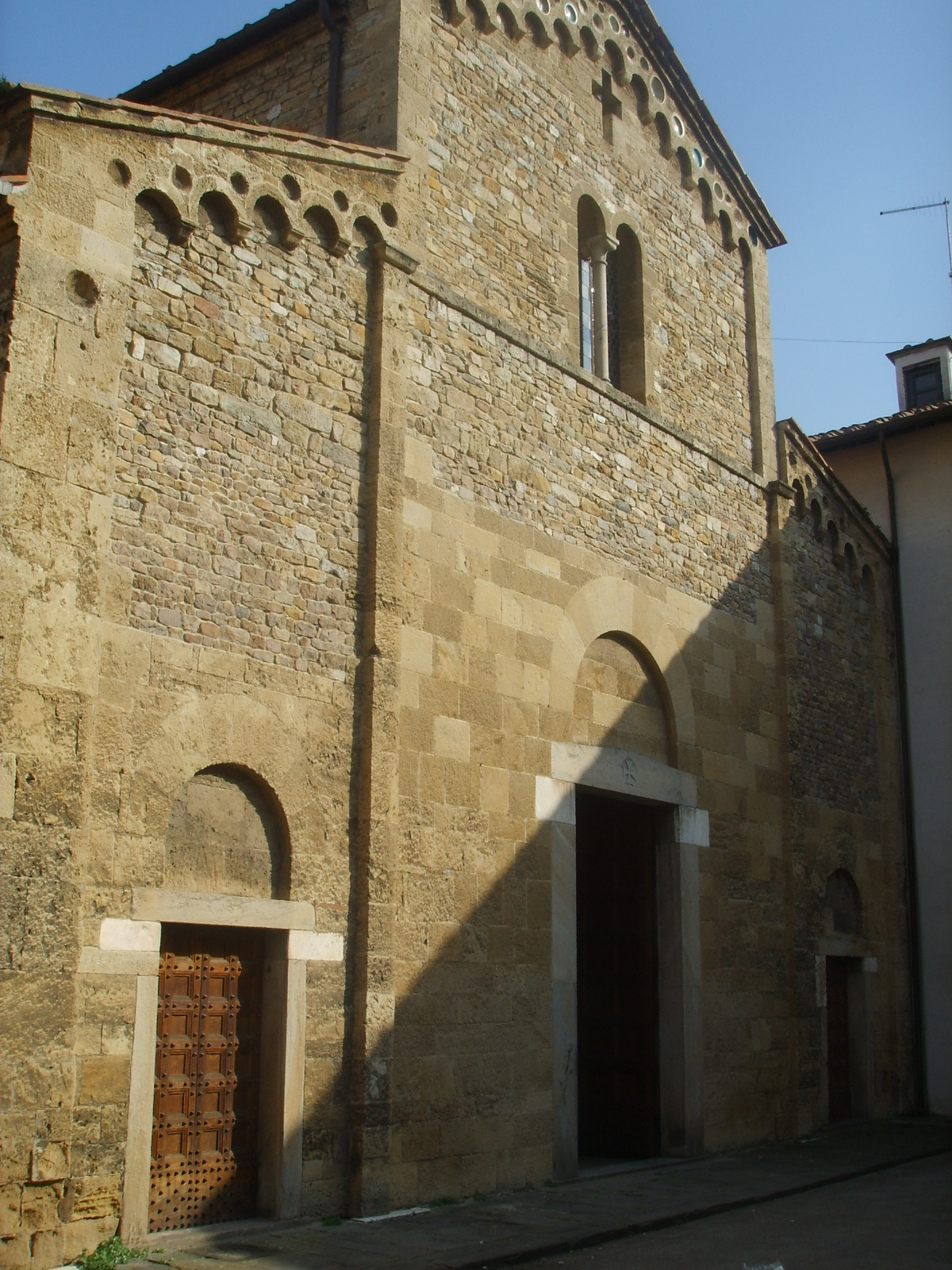
圣西斯笃堂

圣西斯笃堂（San Sisto）是意大利比萨的一座罗马天主教教堂。罗马式建筑风格。
该堂于1133年祝圣，但此前已用作比萨共和国最重要的公证处所。

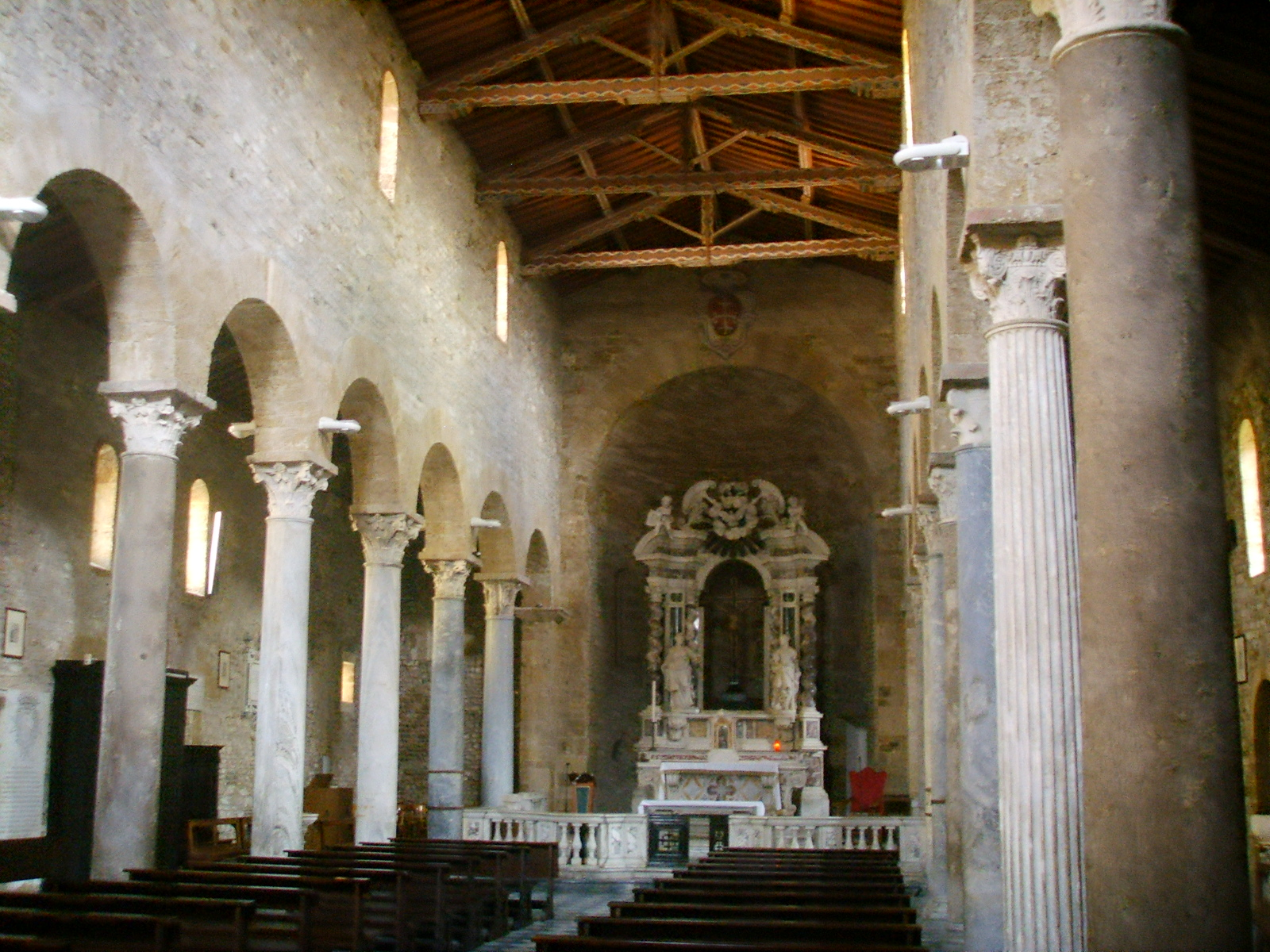
室内

内部有一个中殿和两个走道，用古罗马柱子划分。堂内还有阿拉伯文墓碑等文物。